# 청룡초등학교 (부산)
청룡초등학교는 대한민국 부산광역시 금정구 청룡동에 있는 공립 초등학교이다.

## 역사
- 1908년 5월 1일 사립 명정학교 설립인가 (범어사 금어암)
- 1927년 1월 10일 사립명정보통학교로 개편
- 1931년 5월 1일 청룡공립보통학교(4년제 2학급) 개편설립인가 4월 1일
- 1938년 4월 1일 청룡공립심상소학교로 개칭[1]
- 1941년 4월 1일 청룡공립국민학교 개칭[2]
- 1963년 1월 1일 부산직할시 편입[3][4]
- 1981년 3월 1일 구서국민학교 분리 (5학급)
- 1987년 2월 28일 남산국민학교 분리 (14학급)
- 1996년 3월 1일 청룡초등학교로 개칭[5]
- 2000년 4월 28일 학내 전산망 구축
- 2000년 10월 31일 학교캐릭터 청룡이 제작
- 2000년 12월 7일 제2컴퓨터실 설치
- 2001년 12월 24일 본관 해양탐구관 설치
- 2002년 5월 30일 강당 및 디지털전자도서실 개관
- 2002년 7월 18일 청룡관 개관
- 2003년 4월 24일 도서열람 대확충
- 2003년 5월 27일 환경지킴이 발대식
- 2003년 6월 16일 기상관측장 설치
- 2003년 11월 20일 청룡축제 및 경로잔치
- 2004년 3월 1일 금샘초등학교 분리
- 2004년 12월 1일 운동장 보수공사
- 2005년 3월 2일 식당 4실 설치
- 2005년 10월 1일 교재식물 조성(140여종)
- 2007년 8월 28일 과학실 부분 개수 및 현대화 사업
- 2007년 10월 20일 급식실 확장 및 현대화 사업
- 2008년 5월 3일 개교 100주년 행사, 청룡역사관 건립
- 2008년 11월 18일 개교 100주년 학예회(3일간)
- 2008년 12월 8일 강당 열린자료실 설치
- 2009년 2월 24일 방송실 현대화, 컴퓨터실 2실 재신설
- 2009년 3월 17일 영어체험실 2실 설치
- 2009년 5월 29일 타임캡슐 설치
- 2009년 9월 9일 도서관 현대화 사업, 모둠학습실 설치, 타임캡슐광장 준공
- 2010년 4월 19일 돌봄교실 개관식
- 2011년 2월 15일 보건실 리모델링
- 2016년 2월 24일 제85회 졸업식(109명, 누계 19466명)
- 2016년 3월 1일 25학급 편성(특수 2)
- 2016년 9월 1일 제31대 한분순 교장 취임
- 2017년 2월 17일 제86회 졸업식(85명, 누계 19551명)
- 2017년 2월 28일 위클래스 설치
- 2017년 3월 1일 26학급 편성(특수 2)
- 2017년 7월 11일 금정구청 연계 국제워크캠프 운영 및 남관 벽화 조성
- 2018년 2월 20일 제87회 졸업식 94명(총 졸업생수 19,645명)
- 2018년 3월 1일 25학급 편성(특수학급 2학급 포함)
- 2018년 7월 2일 운동장 놀이시설 벽화조성
- 2018년 7월 18일 금정구청 연계 국제워크캠프 운영 및 중국국제교류활동
- 2019년 2월 21일 제88회 졸업식 83명(총 졸업생수 19,728명)
- 2019년 3월 1일 25학급 편성(특수학급 2학급 포함)
- 2019년 9월 1일 제32대 남미숙 교장 부임